# Bragasellus comasi
Bragasellus comasi és una espècie de crustaci isòpode pertanyent a la família dels asèl·lids.

## Distribució geogràfica
Es troba a la península Ibèrica: Cova del Infierno (Covadonga, Astúries, l'Estat espanyol).